# Роккасл (округ)
Ро́ккасл (англ. Rockcastle County) — округ в штате Кентукки, США. Официально образован в 1810 году. По состоянию на 2010 год, численность населения составляла 17 056 человек.

## География
По данным Бюро переписи США, общая площадь округа равняется 823,621 км2, из которых 821,031 км2 суша и 4,144 км2 или 0,500 % это водоёмы.

## Население
По данным переписи населения 2000 года в округе проживает 16 582 жителей в составе 6 544 домашних хозяйств и 4 764 семей. Плотность населения составляет 20,00 человек на км2. На территории округа насчитывается 7 353 жилых строений, при плотности застройки около 8,90-ти строений на км2. Расовый состав населения: белые — 98,81 %, афроамериканцы — 0,14 %, коренные американцы (индейцы) — 0,24 %, азиаты — 0,13 %, гавайцы — 0,01 %, представители других рас — 0,04 %, представители двух или более рас — 0,63 %. Испаноязычные составляли 0,62 % населения независимо от расы.
В составе 33,60 % из общего числа домашних хозяйств проживают дети в возрасте до 18 лет, 57,90 % домашних хозяйств представляют собой супружеские пары проживающие вместе, 11,40 % домашних хозяйств представляют собой одиноких женщин без супруга, 27,20 % домашних хозяйств не имеют отношения к семьям, 24,40 % домашних хозяйств состоят из одного человека, 10,70 % домашних хозяйств состоят из престарелых (65 лет и старше), проживающих в одиночестве. Средний размер домашнего хозяйства составляет 2,49 человека, и средний размер семьи 2,95 человека.
Возрастной состав округа: 24,40 % моложе 18 лет, 8,80 % от 18 до 24, 30,00 % от 25 до 44, 23,60 % от 45 до 64 и 23,60 % от 65 и старше. Средний возраст жителя округа 36 лет. На каждые 100 женщин приходится 97,90 мужчин. На каждые 100 женщин старше 18 лет приходится 94,60 мужчин.
Средний доход на домохозяйство в округе составлял 23 475 USD, на семью — 30 278 USD. Среднестатистический заработок мужчины был 26 770 USD против 18 388 USD для женщины. Доход на душу населения составлял 12 337 USD. Около 19,10 % семей и 23,10 % общего населения находились ниже черты бедности, в том числе — 28,30 % молодежи (тех, кому ещё не исполнилось 18 лет) и 21,60 % тех, кому было уже больше 65 лет.